# Helena Kmieć
Helena Agnieszka Kmieć (* 9. Februar 1991, Krakau, Polen; † 24. Januar 2017, Cochabamba, Bolivien) war eine polnische katholische Missionarin. Sie wurde mit dem polnischen Goldenen Verdienstkreuz ausgezeichnet und im Mai 2024 wurde ihr Seligsprechungsprozess eröffnet und sie zur Dienerin Gottes (Serva Dei) ernannt.

## Leben
Helena Agnieszka Kmieć wurde am 9. Februar 1991 in Krakau geboren. Getauft wurde sie am 14. April 1991 in der St.-Barbara-Kirche (św. Barbary) in Libiąż. Bischof Jan Zając war ihr Großonkel. Helenas Eltern waren Jan Kmieć aus Libiąż und Agnieszka aus Krakau. Sie hatten sich kennengelernt, weil sie beide beim Bau der Kirche in Olcza, Zakopane, mithalfen. Agnieszka starb, als Helena sechs Wochen alt war. Sie und ihre ältere Schwester wurden von der Stiefmutter Barbara erzogen.
Sie absolvierte das Gymnasium der Katholischen Pädagogenvereinigung in Libiąż (Ukończyła Liceum Ogólnokształcące Katolickiego Stowarzyszenia Wychowawców). Sie war Stipendiatin der Leweston School in Sherborne, England, wo sie ihr Abitur machte und parallel dazu ein individuelles Studium absolvierte, das sie 2009 abschloss. 2014 erwarb sie einen Master-Abschluss in Ingenieurwissenschaften an der Fakultät für Chemie der Schlesischen Technischen Universität, wo sie Technologie und Chemieingenieurwesen auf Englisch studierte. Nach ihrem Abschluss arbeitete sie als Flugbegleiterin.
Sie war in der akademischen Seelsorge in Gliwice aktiv und sang im Akademischen Chor der Schlesischen Technischen Universität. Seit 2012 war sie Freiwillige beim Missionsfreiwilligendienst „Salvator“ in Trzebinia. Sie organisierte Sommercamps für Kinder in den Salvatorianergemeinden im ungarischen Galgahévíz und im rumänischen Timișoara. Am Freitag, dem 6. Juli 2012, sang sie im Rahmen einer Evangelisation am Bahnhof in Breslau „Höre, Israel, der Herr ist dein Gott, der Herr ist einer“ (Schma Jisrael). 2013 arbeitete sie während eines Missionseinsatzes in Sambia mit Kindern und Jugendlichen im Zentrum „Salvation Home“ in Lusaka und im Jugendzentrum „Kulanga Bana Farm“ in Chamulimba, einem Dorf im Distrikt Chongwe. Während des Weltjugendtags 2016 in Polen war sie Koordinatorin in der Pfarrei St. Barbara in ihrer Heimatstadt Libiąż.
Am 8. Januar 2017 reiste sie zusammen mit Anita Szuwald nach Bolivien, um dort bis Juni den Dienenden Schwesterb von Dębica in einem Waisenhaus in Cochabamba zu helfen. Sie starb in der Nacht vom 24. auf den 25. Januar 2017 bei einem Angriff auf das Heim. Im März 2018 verurteilte ein bolivianisches Gericht ihren Mörder Romualdo Mamio dos Santos zu 30 Jahren Haft.
Auf Beschluss des polnischen Präsidenten vom 7. Februar 2017 wurde ihr posthum das Goldene Verdienstkreuz für ihre karitativen und sozialen Aktivitäten und ihr Engagement für hilfsbedürftige Menschen verliehen.
Ihre Beerdigungsfeierlichkeiten begannen am 18. Februar 2017 im Heiligtum Unserer Lieben Frau von Fatima in Trzebinia und wurden am 19. Februar in ihrer Heimatstadt Libiąż fortgesetzt. Kardinal Stanisław Dziwisz leitete die Heilige Messe vor der Beerdigung. Die Beerdigung war eine staatliche Zeremonie. Helena Kmieć wurde auf dem Friedhof der Pfarrkirche St. Barbara in Libiąż beigesetzt.

## Seligsprechungsprozess

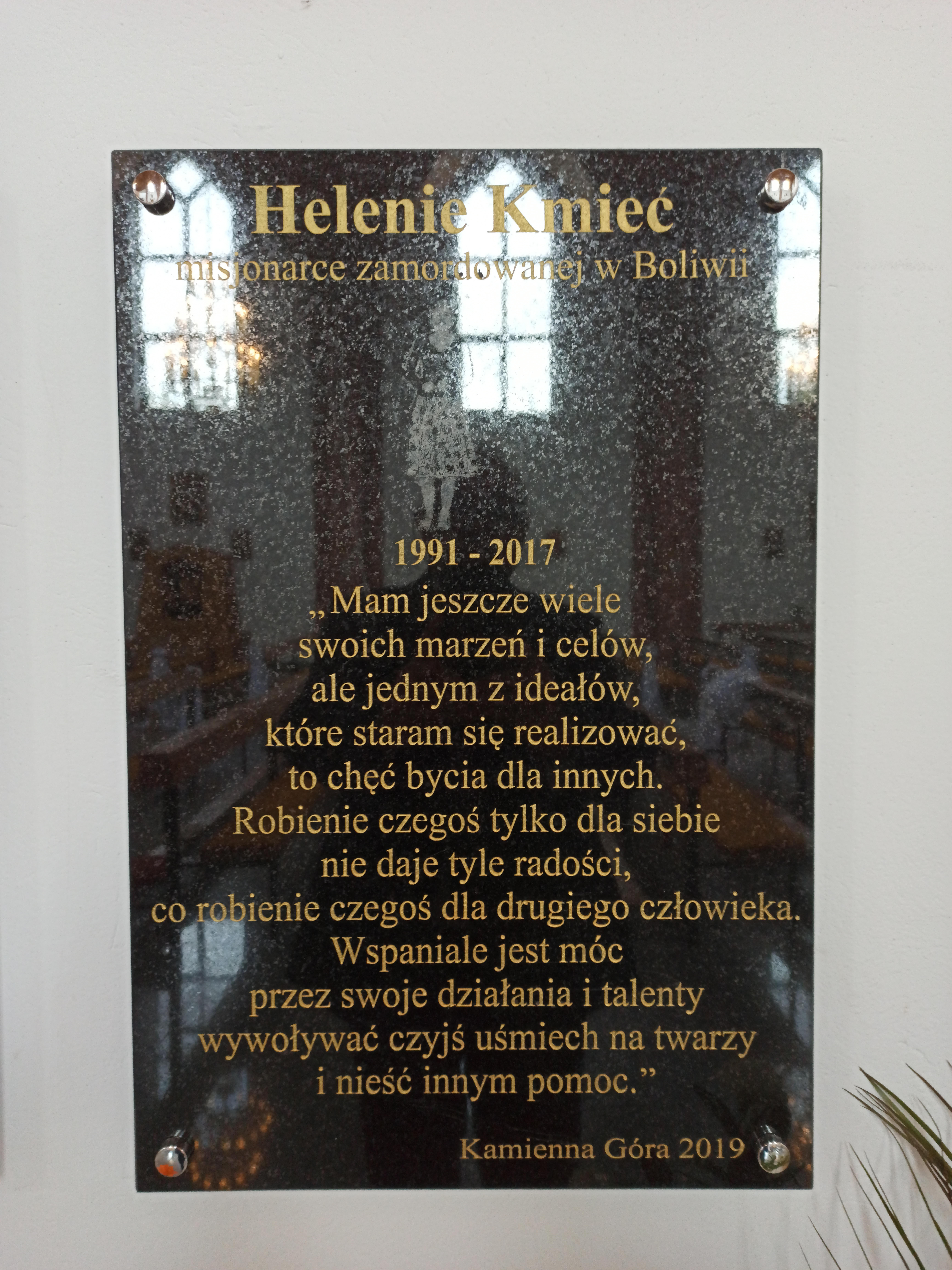
Gedenktafel für Helena Kmieć in der Kirche des Heiligen Herzens Jesu in Kamienna Góra.

Im Dezember 2022 gab die Erzdiözese Krakau den Beginn des diözesanen Seligsprechungsprozesses bekannt, und im April 2024 wurde ein Edikt erlassen, das den Beginn des römischen Seligsprechungsprozesses der Missionarin bekanntgab. Der Seligsprechungsprozess wurde am 10. Mai 2024 in der Kapelle des Bischofspalasts in Krakau eröffnet. Seither trägt sie den Titel Dienerin Gottes.

## Vermächtnis
Nach ihrem Tod wurde sie Schirmherrin des Regionalwettbewerbs für religiöse Poesie, der vom Schulverbund des Verbands der Katholischen Pädagogen in Libiąż organisiert wurde und dessen Finale unter ihrem Namen zum ersten Mal am 7. April 2017 im Kulturzentrum Libiąż stattfand. Helena Kmieć war auch unter den Nominierten bei der 13. Ausgabe der Volksabstimmung „Barmherzige Samariterin 2016“ („Miłosierny Samarytanin roku 2016“). und wurde schließlich mit einer besonderen Statue ausgezeichnet, die ihre Eltern während der Gala am 31. März 2017 im Auditorium Johannes Paul II. im Sanktuarium der Barmherzigkeit Gottes in Krakau-Łagiewniki entgegennahmen.
Im Mai 2017 gründete die Gesellschaft des Göttlichen Erlösers (Salvatorianer) die Helena-Kmieć-Stiftung, deren Ziel unter anderem die die Unterstützung von Kindern und Jugendlichen in Missionsländern ist.
Im Juni 2017 stimmte der Stadtrat von Libiąż dem Antrag zu, Helena Kmieć posthum den Titel einer Ehrenbürgerin von Libiąż zu verleihen und eine Straße in Libiąż nach ihr zu benennen.
Im Januar 2017 wurde sie zu einer der Schirmherrinnen der katholischen Familiengemeinschaft „Umiłowany i umiłowana“ („Geliebter und Geliebte“) in Breslau gewählt. Im Juli 2018 wurde sie zur Schirmherrin der 1. Pfadfinderinnengruppe aus Głogów „Agat“ (1. Głogowskiej Drużyny Harcerek „Agat“) gewählt, die zum Pfadfinderverband der Republik Polen (Związek Harcerstwa Rzeczypospolitej) gehört.
Zum ersten Todestag von Helena Kmieć veröffentlichte der Rafael-Verlag Małgorzata Pabis‘ Buch „Helenka poszła do Nieba“ („Helenka ist in den Himmel gegangen“), eine Sammlung von Zeugnissen über ihr Leben.
Am 6. Februar 2018 wurde im KSW-Schulkomplex in Libiąż, wo sie zur Schule gegangen war, eine Gedenktafel enthüllt. Am 9. Februar 2018, an ihrem 27. Geburtstag, wurde im Salvator-Verlag das Buch Helena. Misja możliwa („Helena. Mission Possible“) veröffentlicht. Der Titel bezieht sich auf die Fanpage Bolivia: Mission Possible / Boliwia: Misja Móżna, die Helena und Anita vor ihrer Abreise nach Cochabamba gegründet hatten. Das von Ewelina Gładysz und Przemysław Radzyński verfasste Buch enthält 24 Interviews mit Personen, die Helena kannten, darunter das erste Interview, das ihre Eltern nach Helenas Tod gaben.
Im Januar 2020 wurde sie Schirmherrin der katholischen Grundschule der Stiftung für die Familie (Katolickiej Szkoły Podstawowej Fundacji Na Rzecz Rodziny) in Warschau.
Im Jahr 2024 bereitete der Verlag St. Stanislaus BM (Wydawnictwo Św. Stanisława BM) der Erzdiözese Krakau die Adventsreihe Rorate-Messe mit Helenka Kmieć vor, die sich an Priester richtete, um während der Rorate-Messe vor allem Kindern ihre Biographie und ihren Weg zur Heiligkeit vorzustellen.